# Michel Behic
Pour les articles homonymes, voir Behic.
Michel Behic, né le 23 novembre 1739 à Bayonne et mort le 10 octobre 1821 à Morlaix, est un négociant, financier et homme politique français.

## Biographie
Fils de Pierre Béhic, capitaine de navire, et de Marie Lavigne, d'une famille de négociants de Bayonne, dont une branche est établie à Rouen,, cousin des Lesseps et Cabarrus, Michel Behic est, avec Armand Joseph Dubernad, à l'origine de la fin du déclin de Morlaix et de l'établissement d'une ligne maritime régulière avec l'Andalousie et Cadix, où sont établis d'autres membres de cette famille avec les maisons de commerce Behic, Tanevot et Cie et Casaubon, Béhic et Cie en lien avec la Compagnie des Indes,,. Michel Behic est également armateur corsaire, notamment en 1779.
Il est premier consul en 1775 puis prieur en 1778 de la juridiction consulaire de Morlaix.
Michel Behic devient une première fois maire de Morlaix le 4 février 1780.
Il est un membre actif de la Chambre de littérature et de politique de Morlaix avant la Révolution française, où il retrouve plusieurs de ses proches.
Il est de nouveau maire de Morlaix du 4 janvier 1788 au 4 février 1790, avec Armand Joseph Dubernad comme premier échevin. Il est en correspondance suivie avec l'intendant de Bretagne et seconde ses vues.
Riche négociant et financier, il est nommé commandant de la garde nationale en 1791, officier municipal de mai au 2 décembre 1795 et juge au tribunal de commerce en 1801.
Il acquiert le château de Bagatelle, à Saint-Martin-des-Champs.
Behic est marié avec Marie-Caroline-Pauline Expilly de La Poipe, la sœur du futur premier évêque constitutionnel Louis-Alexandre Expilly de La Poipe.
Il a six enfants :
- Edmée Behic (1771-1849) se marie en 1795 avec l'homme politique Joseph Moreau, frère du général Moreau ;
- Jean Baptiste Auguste Behic (1781-1827), capitaine de frégate[10] ;
- Pierre Behic (1786-), directeur des douanes, marié à Marie Victoire Guégot de Traoulen puis à Louise Allain-Launay, père de l'amiral Charles Behic (1826-1911)[11],[12] et du capitaine de vaisseau Jacques Behic (1834-1889)[13], et d'une fille, mariée au petit-fils des maires Pierre-Louis Mazurié de Pennanech et Denis Duquesne ;
- Marie Pauline Behic, mariée au négociant Jean Armand Dubernad, fils d'Armand Joseph Dubernad. De 1816 à 1820, Vénérable maître de la loge de Morlaix[14] ;
- Marie Alexis (1777-1834), mariée à son cousin l'amiral Jacques Bergeret ;
- Jenny, mariée à Louis-Théodore Barchou (veuf de Marguerite Moreau et frère du baron Jean-Hilaire Barchou de Penhoën).

Une rue de Morlaix est baptisée en son honneur.